# 岩槻人形

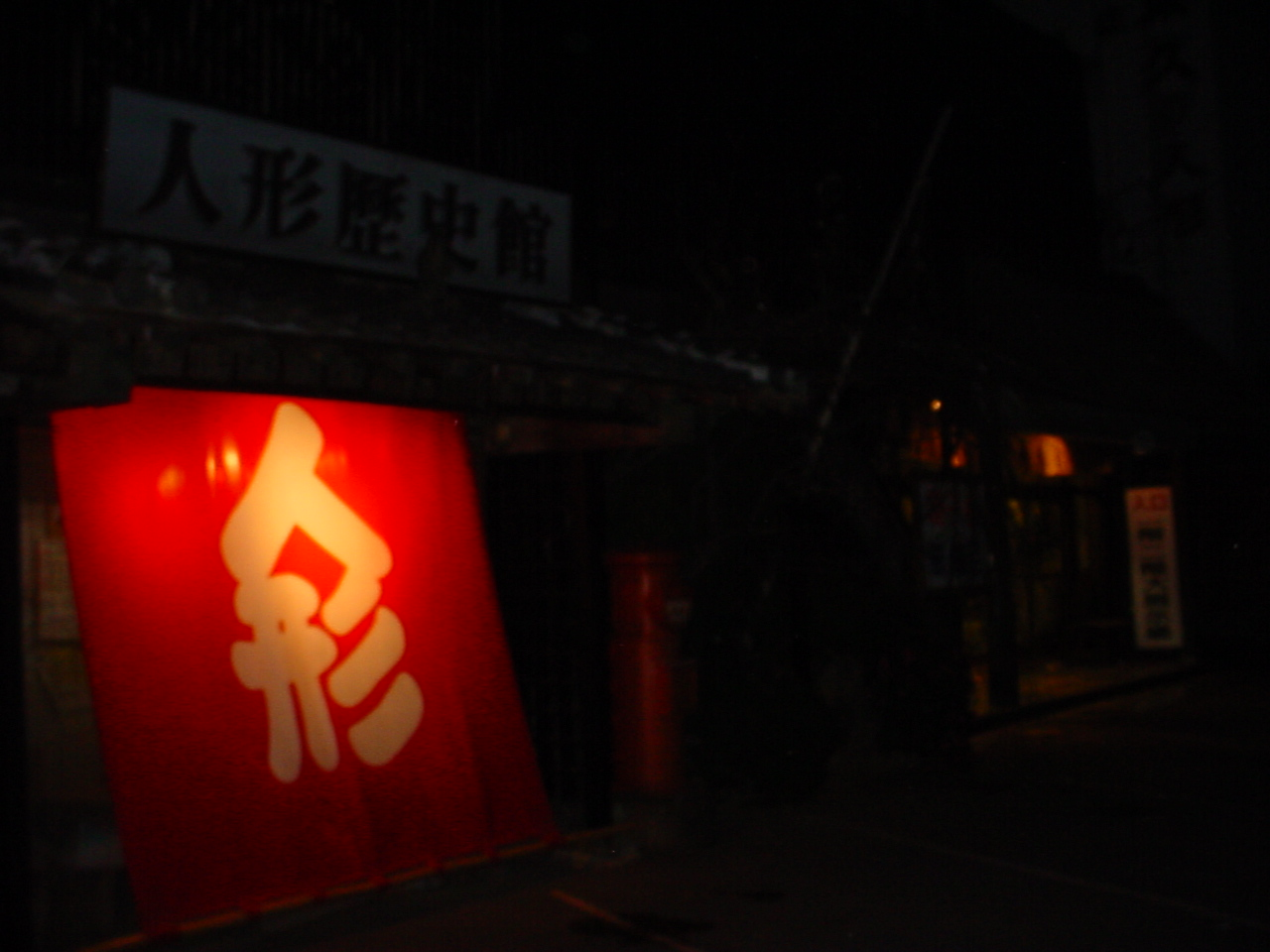
お人形歴史館

岩槻人形（いわつきにんぎょう）は、埼玉県さいたま市岩槻区で生産される伝統工芸品である人形。旧・岩槻市時代から「人形のまち岩槻」として地域振興を行っており、人形の産地として全国的に知られる。

## 概要
岩槻人形とは岩槻区で製造販売される着付けされた人形の総称であり、三月人形、五月人形（武者人形）といった節句もの、舞踏人形、尾山人形、浮世人形、童人形、御所人形、歌舞伎人形、市松人形、木目込人形など様々な種類の人形の製造を行っている。一つの生産地で多様な人形製造が手掛けられる点は、岩槻以外の生産地と比べても珍しいことだともいわれる。
岩槻で生産される江戸木目込人形が昭和53年（1978年）に、岩槻人形が平成19年（2007年）に国の伝統的工芸品に選ばれている。また、岩槻人形は県の伝統的手工芸品とさいたま市の伝統産業に、江戸木目込人形も県の伝統的手工芸品に選ばれるなど、技術力が評価をされている。地域団体商標にも登録されている。

## 歴史

### 起源
岩槻人形の起源については諸説あり、定かではない。
- 岩槻城の城下町であった日光御成街道岩槻宿は元々桐の産地で、桐細工で有名だった。そこに日光東照宮の造営、修築にあたった工匠が住みつき、岩槻の水が胡粉に適していることを発見、岩槻人形が発祥したとする説[12][13]。岩槻人形協同組合では発祥を寛永年間（1624年から1645年）としている[3]。
- 元禄10年（1697年）、京都の仏師が日光廟の修理の帰りに岩槻宿で病気にかかり、回復後もこの地に留まって人形の頭を作ったというのが発祥とする説（河内屋喜兵衛著『新版風土記・巻の二』）[13]
- 享保年間（1716年から1735年）、京都の人形師が日光東照宮を訪れた帰りに岩槻宿に立ち寄り、人形作りの技術を地域の住民に伝授したとする説[1][13]。
- 天保年間（1830年から1844年）または安政年間（1854年から1860年）の創業で、それより過去の年代の創業であることを示す資料は存在しないとする説[1]。
- 江戸期の主要な人形の産地であった鴻巣宿や越ヶ谷宿よりかなり遅れて創業され、天保年間に岩槻藩士の者が施した手彫刻が発祥となっているとする説[1]。
- 鴻巣宿の職人が経済面、交通面などの立地条件を考慮して移住したのが発祥とする説[1]。
- 明治27年から28年（1894年から1895年）の発祥とする説[1]。

このうち、日光東照宮帰りの工匠や京都の人形師によりもたらされた説については、いずれも伝承であり、『岩槻市史』では十分な資料はないとしている。『埼玉県史』や『埼玉の地場産業』では起源は明らかではないとした上で、江戸時代後期の文化から文政年間（1804年から1830年）に人形師によって裃雛（かみしもびな）が考案されたことで世に知られるようになり、後に製造技術の流出を防ぐ目的や、岩槻藩の財政を補う目的から藩の専売品という扱いとなり発展したとしている。さいたま市では文政13年（1830年）に秋葉神社（岩槻区）に奉納された常夜灯の台石に刻まれた人形業者の名や、氷川神社（大宮区）の社家日記の天保5年（1834年）の項にある記載を発祥の根拠としている。

### 明治から大正期
『埼玉県行政文書』によれば明治初期に20軒ほどの頭師がいたといわれており、その多くはかつての岩槻藩士の関係者だった。また、明治35年（1902年）発行の『埼玉県営業便覧』によれば、岩槻の人形業者は2軒、または3軒のみで、これに対し鴻巣は31軒、越谷は8軒の人形製造業者を有していた。こうした中、腕の良い職人が現れ始めるなど徐々に人形作りが盛んになり、大正4年（1915年）に45軒の業者が岩槻人形製造協同組合を設立。大正6年（1917年）3月に初の雛市を開催したほか、国内の各種物産陳列会への出品を始めると、その技術力が評価されるようになった。
『岩槻市史』では岩槻人形が興隆した理由について「人形作りに適した良質な資源の産地だった」「東京との間で密接な流通関係が築かれ、高級品は東京、大衆向けの並物は岩槻といったように分業が成立。さらに大量生産を行う過程で生産力が拡大した」「大正12年（1923年）の関東大震災により東京の人形職人が岩槻に疎開し、その影響を受けた」点などを挙げている。

### 昭和から平成期
昭和に入り軍事色の強い人形の需要が高まると昭和13年（1938年）には業者数は200数軒にのぼったが、昭和15年（1940年）の奢侈品等製造販売制限規則の施行により人形生産は中止に追い込まれた。
太平洋戦争後、東京の人形業者が戦災により再建が難しい状況となると、岩槻には東京の百貨店からの注文が相次いだ。また、戦火を逃れて岩槻に移住した東京の人形職人の下で技術力のレベルアップが図られ、広告宣伝活動を積極化するなどして販路を全国に拡大させた。昭和60年代には埼玉県の人形製造品出荷額は国内の40パーセントを占めたが、このうち県内出荷額の7割を岩槻が占めるに至った（この他は鴻巣が20パーセント、所沢と越谷がそれぞれ5パーセントずつ）。
平成に入っても岩槻駅周辺には人形店が立ち並び、「人形供養祭」や「流しびな」などの行事が開催されている。年間出荷額は減少傾向にあるとも言われるが、国内や県内では依然として大きなシェアを有している。さいたま市は2020年（令和2年）2月22日、岩槻人形博物館を開館した。

## 関連行事
- 人形供養祭（岩槻城址公園人形塚前）
- 人形のまち岩槻 流しびな（岩槻城址公園）
- 人形のまち岩槻 まちかど雛めぐり（岩槻駅周辺商店街）
- 人形のまち 岩槻まつり - 人形仮装パレード、ジャンボひな団

## 主な人形店
- 人形の東玉総本店（人形の博物館）
  - 東玉大正館（国の登録有形文化財）
- 人形の東久（お人形歴史館）
- 河野人形店
- 佳月